# Фёдоровское (Юрьевский район)
Фёдоровское (укр. Федорівське) — село, Алексеевский сельский совет, Юрьевский район, Днепропетровская область, Украина.
Код КОАТУУ — 1225980321. Население по переписи 2001 года составляло 81 человек .

## Географическое положение
Село Фёдоровское находится на расстоянии в 2 км от села Новочерноглазовское. По селу протекает пересыхающий ручей с запрудой.